# Dębowiec (powiat myszkowski)
Dębowiec – wieś w Polsce położona w województwie śląskim, w powiecie myszkowskim, w gminie Poraj.
Na polach Choronia i Dębowca 2 września 1939 roku rozegrała się bitwa między Niemcami a 74 Górnośląskim Pułkiem Piechoty.
Do końca czerwca 1952 w powiecie częstochowskim, w gminie Poczesna. 1 lipca 1952 włączonda do gminy Poraj w powiecie zawierciańskim
W latach 1975–1998 miejscowość należała administracyjnie do województwa częstochowskiego.